# 199763 Davidgregory
199763 Davidgregory è un asteroide della fascia principale. Scoperto nel 2006, presenta un'orbita caratterizzata da un semiasse maggiore pari a 3,1452229 UA e da un'eccentricità di 0,1232754, inclinata di 0,56196° rispetto all'eclittica.
L'asteroide è dedicato al fisico canadese David Arthur Gregory.